# Fusakichi Omori

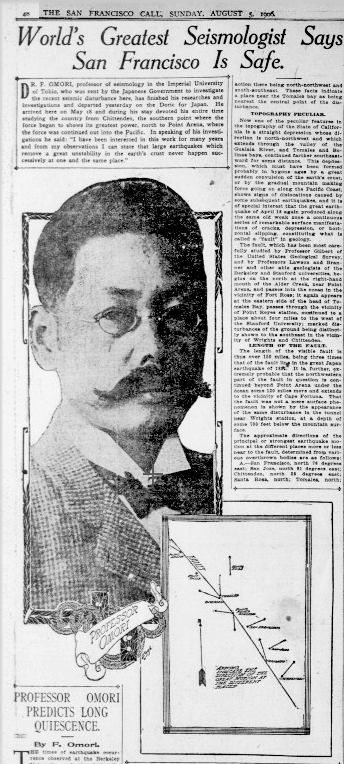
Fusakichi Omori

Fusakichi Omori (大森 房吉 Ōmori Fusakichi, 30 de octubre de 1868 - 8 de noviembre de 1923) fue un pionero sismólogo japonés, segundo al cargo de sismología en la Universidad Imperial de Tokio y presidente del Comité Japonés Imperial de Investigación de Terremotos. Omori es también conocido por sus observaciones sobre la frecuencia de las réplicas y su modo de suceder. Estas descripciones son conocidas bajo el nombre de la «Ley de Omori».

## Educación
Omori estudió física con los asesores extranjeros británicos sirviendo como profesores en la Universidad Imperial de Tokio, especialmente con John Milne, hasta que este dejó Japón en 1895; además de con colegas japoneses tales como Seikei Sekiya, quien en 1880 se convirtió en el primer profesor universitario de sismología del mundo, cuando comenzó a dictar clases en la Universidad Imperial de Tokio.

## Carrera temprana
Sekiya y Omori publicaron el primer registro claro de un terremoto destructivo, obtenido por sus dispositivos de medición en la Universidad.  En 1886, Sekiya fue asignado miembro de sismología y secretario del Comité Japonés Imperial de Investigación de Terremotos. Para el momento de su muerte, una década más tarde, Japón tenía aproximadamente 1000 estaciones de registro sismológico para estudiar sismicidad en Japón.
En 1891, Omori fue asignado asistente de Sekiya y en 1893, profesor de simiología en la Universidad Imperial. En 1895, fue enviado a Alemania e Italia por motivos de estudio e investigación, y visitó brevemente Inglaterra en su retorno a casa, en septiembre de 1896.
Omori se convirtió en miembro de sismología en la Universidad y secretario del Comité Japonés Imperial de Investigación de Terremotos en consecuencia a la muerde de Sekya el 9 de enero de 1896.  Omori podía leer en inglés, alemán, italiano y japonés y mantenía correspondencia con varios sismólogos, escribiendo en las cuatro antedichas lenguas

## Sismógrafos Bosch-Omori
En 1899, Omori describió su péndulo de registro horizontal, que más tarde llamó «sismómetro de Omori». Con algunas modificaciones menores de la J&A Bosch Company de Strassburg, el sismógrafo pasa a llamarse el «sismógrafo de Bosch-Omori». Distribuidos por todo el mundo, los sismógrafos Bosch-Omori formaron la base de los estudios simográficos mundiales hasta después de la Segunda Guerra Mundial.

## Investigaciones globales de terremotos
El 28 de octubre de 1891, las provincias de Mino y Owari fueron devastadas por terremotos; las líneas de sus fallas fueron localizadas por Bunjiro Koto (1856–1935), otro profesor de la Universidad Imperial. Encontró la falla de desgaste o transformación cortando la superficie por al menos 40 millas, y que el lado noreste había cambiado en función al otro en una distancia de entre 1 y 2 metros. Algunas áreas tuvieron escarpas de entre 18 y 20 pies de alto, otras parecían lineales hechas por topos durante su trabajo Este terremoto proporcionó un grupo de datos iniciales los cuales, cuando se vincularon con otros terremotos. revelaron que la frecuencia de las réplicas decrecía aproximadamente de una manera recíproca con el tiempo posterior al terremoto inicial, una fórmula matemática ahora conocida como «Ley de Omori»,.
Omori condujo medidas de las tres fases principales del movimiento del terremoto originalmente descrito por Milne: los temblores preliminares, la porción principal y la porción final, y las áreas visitadas después de los más grandes terremotos verifican el dato recogido por sus instrumentos. Omori llegó a la república japonesa de Formosa (Taiwán), poco después del terremoto del 17 de marzo de 1906 en Meishan. Más tarde describiría la licuefacción del suelo y la completa destrucción de la ciudad de Meishan. Adscribió el alto número de muertes debido al derrumbamiento de estructura del tipo de edificio local dominante: ladrillos secos hechos a partir de barro, arena, limo y agua, precariamente cementados con barro y cubiertos por pesadas vigas de techo.
Anteriormente, en 1889,  Omori había trabajado con John Milne para registrar los experimentos que realizaron en la universidad de Ingeniería en la Universidad de Tokio con el fin de investigar la inversión y fractura del ladrillo y otras columnas por movimientos horizontales aplicados. Durante muchos años de la modernización de Japón durante la Restauración Meiji, se sustituyeron las tradicionales estructuras de madera ligera soportadas por erosionadas rocas, con edificios de ladrillo rojo y puentes de hierro; esto habría sido una fuente importante de preocupación  para Milne. Omori más tarde continuó con esta búsqueda y es reconocido en la ingeniería sísmica como el primero en investigar los efectos de terremotos en  estructuras hechas por el hombre a través de implementar el uso de sacudir mesas, y de comparar resultados experimentales con medidas extraídas de terremotos reales.
Durante el terremoto de Mesina de 1908, Omori notó la gran perdida de vidas; de aproximadamente 75 000 fallecidos, Omori dijo que un 99 por ciento habían muerto porque sus casas no fueron construidas para enfrentar los terremotos.

## Terremoto de San Francisco de 1906
Globalmente, los dos tipos más comunes de sismógrafos de aquel entonces, el tipo-Milne y los sismógrafos Bosch-Omori,  grabaron el terremoto de San Francisco. Sismologos de alrededor de todo el mundo, llegaron a California del norte poco después ocurrido el desastre.
Omori dejó el 1 mayo Tokio en barco y llegó a San Francisco el 18 de mayo al frente de un comité Imperial de arquitectos e ingenieros entre los que se encontraban los profesores Tatsutaro Nakamura y Toshikata («Riki») Sano con el objeto de estudiar las consecuencias del terremoto de San Francisco y para entregar un nuevo sismógrafo a la Universidad de California. Otro miembro del comité era el arquitecto, Magoichi Noguchi.
Omori y sus colegas gastaron su tiempo en la ciudad midiendo y tomando registros de los edificios destruidos, y tomando fotografías.  Se reportó que fueron asaltados en más de una ocasión Al menos dos autores declaran que Omori y algunos colegas fueron atacados en la Mission Street de San Francisco por una pandilla de hombres y jóvenes quienes fueron luego referidos por la prensa local como un grupo racista antijaponés conocido por abatir y lanzar piedras a grupos aleatorios de hombres japoneses Aun así, fuentes contemporáneas indican que uno de los hombres participantes en el lanzamiento de piedras al Dr. Omori había trabajado para la Oficina Postal como mensajero, pero fue despedido por el encargado de la oficina de correos Fisk de San Francisco cuando la Asociación Japonesa de América protestó. Otros incidentes alegados en una carta al periódico no son referenciadas por otras fuentes, y Omori mismo decidió perdonar su escritura, «refiriendo a algún problema que tuve con algunos gangsters en San Francisco. Estuve muy feliz de ver que la gente de Hawaii no quiso tratarme de la misma forma, pero entonces me di cuenta que en San Francisco no me hicieron ningún daño y no tengo ninguna malicia. Hay gangsters en todos los países. La gente de California me trató extremadamente bien y estoy muy a gusto con mi viaje.»
Durante los aproximadamente 80 días que pasó en California, Omori viajó en un buque a vapor hacia el norte, hacia Humbold County, en California; donde el 6 de julio de 1906 este fue golpeado por un rufián quien accidentalmente pensó que era un marinero quien no se había adherido a las fuerzas de paro en Eureka, California. El alcalde de Eureka se disculpó políticamente con el Dr. Omori.  
Omori continuó con sus observaciones por el sur en el Valle del río Eel, paró en Ferndale, California y notó derrumbe gigante en el sur de Centerville en False Cape qué cubría la anterior carretera de la costa y creó un promontorio nuevo hacia el océano Pacífico así como daños a edificios y propiedad locales.  Dejando Ferndale, Omori continuó realizando un prudente inventario de herramientas hechas por el hombre y naturales mientras seguía por tierra el rastro del sur de la falla de San Andrés hacia San Francisco.  A lo largo del camino, notó la reacción de tierra, edificios y árboles al terremoto, reconociendo que "incluso árboles de secuoyas grandes estuvieron partidos por el movimiento de cizallamiento de la tierra."
En persona, y en sus escrituras, Omori siguió el rastro visible de tierra de la falla 150 millas al sur desde Punta Arena hasta San José, pero señalado que la línea continuaba 120 millas hacia el norte, por debajo del agua, hacia el derrumbe en el sur de False Cape en Eureka, California. Muchas de las fotografías de Omori durante este viaje fueron publicadas.
Omori estudió las direcciones del movimiento mientras estudiaba los derrumbes en el sur de San Francisco, y las grietas en las paredes de los edificios que incluyen el St. James Hotel en San José.  Relacionando los daños en construcciones occidentales y japonesas, Omori publicó la primera escala de daño sísmico que utilizó tanto instrumentos de lectura como los efectos visibles para describir los daños.  Omori describió la falla en California como un paralelo al movimiento sísmico de la falla causado por tensiones cizalladas en el plano de la fractura.   Los sismógrafos Omori eran rápidamente instalados por todo California del norte, y una lista de réplicas al terremoto de San Francisco fue compilada y publicada.  Omori regresó a Japón el 4 de agosto de 1906 a bordo del Doric.

## Sismicidad volcánica
Desde uno de sus más tempranos papeles descubriendo la erupción de Montar Azuma en 1893 hasta su muerte, Omori se dedicó a estudiar los volcanes japoneses.  Describió varios tipos de terremotos volcánicos a partir de datos obtenidos en erupciones regulares del Monte Asama en Japón central, la erupción del Monte Usu en 1910 y la erupción del Sakurajima el 12 de enero de 1914.  En estas dos últimas erupciones, sus avisos a la población previnieron grandes pérdidas.
Después de encontrarse con Thomas Jaggar del Instituto de Tecnología de Massachusetts  quién planeaba un observatorio volcánico en la Isla Grande de Hawái, Omori diseñó las fundaciones y bases de un sismógrafo para el Laboratorio Whitney de Sismología, edificando alrededor de 29 Volcano House (serie de hoteles históricos), ahora parte del Observatorio Vulcanológico hawaiiano, sitio histórico estatal 10-52-5506 y Registro Nacional de Lugares Históricos sitio 74000292, añadido el 24 de julio de 1974. En 1912, Omori envió a Hawái dos instrumentos, un tromometro horizontal tipo-Omori y un sismógrafo, para ser colocados especialmente en las fundaciones construidas.  Un año más tarde, dos sismógrafos más Bosch-Omori fueron donados al HVO por el Instituto de Tecnología de Massachusetts.

## Conferencia final
En otoño de 1923, Omori atendió al Segundo Congreso Científico Pan-Pacífico en Australia, donde él y Edward Pigot, el director del observatorio de la Universidad Riverview en Sídney, Australia, observaron un sismógrafo grabando el importante gran terremoto de Kantō qué destruyó Yokohama y Tokio el 1 de septiembre de 1923, matando aproximadamente 140,000 personas y dejando 1,9 millones de personas sin hogar.
Omori Regresó a Japón de Melbourne, Australia a bordo el Tenyo Maru el 4 de octubre de 1923.  Poco tiempo después, fue diagnosticado con un tumor de cerebro e introducido en el hospital universitario donde recibió el Orden del Tesoro Sagrado del Tribunal Imperial unos días antes de su muerte el 8 de noviembre de 1923, a la edad de 55 años.